# Trnovi (Velika Kladuša)
Trnovi es un pueblo de la municipalidad de Velika Kladuša, en el cantón de Una-Sana, Bosnia y Herzegovina.

## Superficie
Posee una superficie de 8,67 kilómetros cuadrados.

## Demografía
Hasta 2013 la población era de 1793 habitantes, con una densidad de población de 206,8 habitantes por kilómetro cuadrado.